# Soo

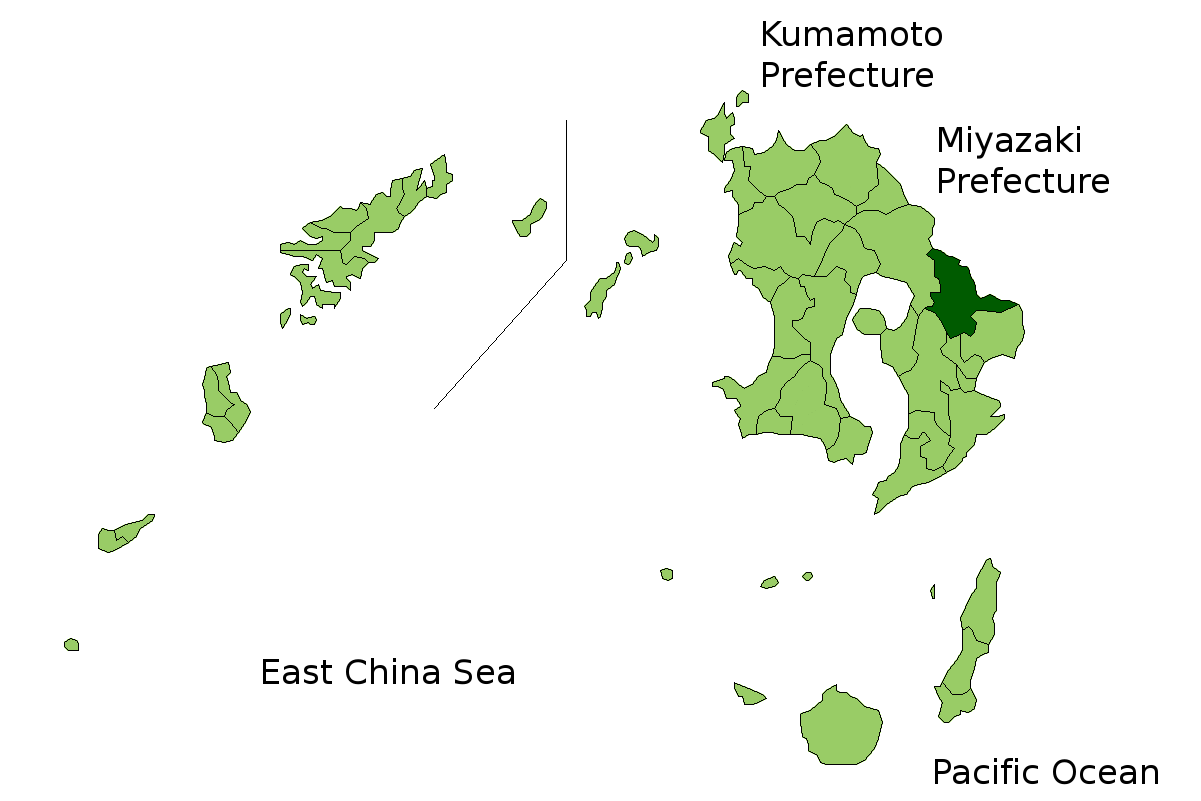

Soo (曽於市 Soo-shi?) este un municipiu din Japonia, prefectura Kagoshima.